# Бобров, Георгий Макарович
Гео́ргий Мака́рович Бобро́в (7 февраля 1905, Чёрмоз — 23 июля 1981, Москва) — советский оператор игрового, документального и научно-популярного кино, режиссёр-документалист, фронтовой кинооператор Великой Отечественной войны. Лауреат трёх Сталинских премий (1942, 1950, 1951) и Международной премии мира (1950). Заслуженный работник культуры РСФСР (1975).

## Биография
Родился в Чёрмозе в Пермской губернии (ныне — Пермский край). В 1924 году был рабочим в Главном управлении кинофотопромышленности. С 1925 года работал ассистентом оператора на кинофабрике «Межрабпом-Русь». В 1928 году окончил операторский факультет ГИКа, продолжил работу на «Межрабпомфильме». В качестве второго оператора работал в съёмочной группе кинокартины «Простой случай» (1932).
С 1935 года — оператором-документалистом на Новосибирской студии «Сибтехфильм», некоторое время также заместителем директора студии.
С началом войны в июле 1941 года призван в Красную армию в звании военинженер 3 ранга. Работал в киногруппе Брянского фронта, в октябре 1941 года вместе с 3-й армией под командованием генерал-майора Я. Г. Крейзера выходил из окружения. Был в числе операторов, снимавших парад 7 ноября 1941 года на Красной площади в Москве, участвовал в Битве за Москву. С мая 1942 года в группе Западного фронта снимал бои в частях генерала А. А. Власова.
В конце декабря 1942 года отозван из киногруппы для работы в «Союзинторгкино» (с мая 1943 до июля 1945 годов), также был представителем «Совэкспортфильма» в США и Австралии.
По окончании войны — оператор ЦСДФ, в 1946—1947 годах работал на корпункте ЦСДФ в Румынии. В 1956—1961 годах — представителем «Союзэкспортфильма» в Мексике. Автор сюжетов для кинопериодики: «Московская кинохроника», «Новости дня», «По Советскому Союзу», «Советский спорт», «СССР на экране», «Союзкиножурнал». Оставаясь режиссёром, с начала 1970-х годов был заместителем директора ЦСДФ по творческим вопросам.
В 1969—1975 годах читал курс лекций «Организация производства» на отделении режиссёров документального фильма Высших курсов сценаристов и режиссёров.
Член ВКП(б) с 1931 года, член Союза кинематографистов СССР с 1958 года.
Скончался 23 июля 1981 года в Москве. Похоронен на Новокунцевском кладбище.

### Семья
- жена — Валентина Петровна Боброва, выпускница актёрского факультета ВГИКа; домохозяйка;
- дочь — Рут (Ирина) Георгиевна Боброва (род. 1927), преподаватель, переводчик;
- дочь — Анна Георгиевна Боброва (1943—2011), педагог[5].

## Фильмография
Оператор
- 1929 — Вооружённый комсомол
- 1930 — Когда кусты бегают
- 1933 — Просперити
- 1933 — Рваные башмаки (совместно с С. Геворкяном)
- 1934 — По Дагестану
- 1935 — На шахтах Кузбасса
- 1935 — Пороги и водопады
- 1935 — Снегоборьба
- 1936 — Горная страна Алтай (совместно с А. Плоцким)
- 1936 — Горные ручьи и реки (Алтай)
- 1937 — 60 дней в горах
- 1937 — В горах Алтая
- 1937 — Грузинская ССР (цикл «Горы Кавказа») (совместно с А. Сухомлиновым)
- 1937 — Дагестан (цикл «Горы Кавказа») (совместно с А. Гайдулем)
- 1937 — От степей к горам Кавказа (цикл «Горы Кавказа»)
- 1937 — По Военно-Грузинской дороге (цикл «Горы Кавказа»)
- 1937 — По Военно-Сухумской дороге (цикл «Горы Кавказа»)
- 1938 — Урал
- 1938 — Черноморское побережье Кавказа
- 1939 — Горная Шория
- 1940 — Дон
- 1940 — Комплексная механизация уборки зерновых культур
- 1940 — Овцесовхозы
- 1940 — Солнечный берег (Кавказ)
- 1940 — Хакасия
- 1942 — Разгром немецких войск под Москвой (в соавторстве)
- 1947 — Интеллигенция колхозного села
- 1949 — Юность мира (СССР — ВНР; совместно с Д. Каспием, И. Бессарабовым, Д. Иллешом, А. Ксенофонтовым, А. Сологубовым)[9]
- 1950 — Демократическая Германия

Режиссёр
- 1934 — По Дагестану
- 1935 — Пороги и водопады
- 1936 — Горная страна Алтай
- 1936 — Горные ручьи и реки (Алтай)
- 1937 — 60 дней в горах
- 1937 — Грузинская ССР (цикл «Горы Кавказа»)
- 1937 — От степей к горам Кавказа (цикл «Горы Кавказа»)
- 1937 — По Военно-Грузинской дороге (цикл «Горы Кавказа»)
- 1937 — По Военно-Сухумской дороге (цикл «Горы Кавказа»)
- 1938 — Урал
- 1938 — Черноморское побережье Кавказа
- 1939 — Горная Шория
- 1939 — Грузия
- 1939 — Мелькомбинат
- 1939 — Хакасия
- 1940 — Дон
- 1940 — Комплексная механизация уборки зерновых культур
- 1940 — Овцесовхозы
- 1940 — Техника безопасности на мукомольном комбинате
- 1940 — Хакасия
- 1941 — Авиамотор М-100
- 1945 — Леонид Леонов
- 1945 — На Крайнем Севере
- 1947 — Зима в колхозе
- 1947 — Интеллигенция колхозного села
- 1949 — Завод «Красное Сормово»
- 1952 — На стройках Москвы
- 1954 — Совхоз имени М. Горького
- 1955 — Колхоз на Кубани (также автор сценария совместно с В. Поповым)[10]
- 1963 — Рассказ о II съезде партии
- 1965 — Вы с нами, Фредерик Жолио-Кюри
- 1967 — Страницы стартов
- 1975 — Память о мужестве
- 1975 — Сердечное спасибо
- 1980 — Парламентарии республики Джибути в Советском Союзе
- 1980 — СССР — Кампучия: визит дружбы
- 1981 — Дело всех и каждого

## Награды и премии
- Сталинская премия первой степени (11 апреля 1942) — за фильм «Разгром немецких войск под Москвой» (1942)[6][11];
- орден Красной Звезды (30 декабря 1942)[12];
- медаль «За победу над Германией в Великой Отечественной войне 1941-1945 гг.» (9 мая 1945)[13];
- Сталинская премия первой степени (8 марта 1950) — за фильм «Юность мира» (1949)[6];
- Сталинская премия второй степени (14 марта 1951) — за фильм «Демократическая Германия» (1950)[6];
- Международная премия мира (август 1950) — за фильм «Юность мира» (1949)[6];
- орден «Знак Почёта» (6 марта 1950) — за выдающиеся заслуги в развитии советской кинематографии, в связи с 30-летием[14];
- «Большой кубок» на XXIV Мкф спортивных фильмов в Кортина д’ Ампеццо — за фильм «Страницы стартов» (1967)[2];
- заслуженный работник культуры РСФСР (1975)[5];
- медали СССР[6].

## Комментарии
1. ↑  В справочнике «Операторы советского кино» под редакцией Н. М. Чемодановой (2011) дата смерти Г. М. Боброва — 24 июля[2].